# Daomanita
La daomanita és un mineral de la classe dels sulfurs. Nom creat a partir de les últimes síl·labes de les seves localitats de descoberta: els pobles de SanDAO i TieMA.

## Classificació
La daomanita es troba classificada en el grup 2.LA.15 segons la classificació de Nickel-Strunz (2 per a Sulfurs i sulfosals (sulfurs, selenurs, tel·lururs; arsenurs, antimonurs, bismuturs; sulfarsenits, sulfantimonits, sulfbismutits, etc.); L per a sulfosals sense classificació i A per "sense Pb essencial"; el nombre 15 correspon a la posició del mineral dins del grup). En la classificació de Dana el mineral es troba al grup 2.5.7.1 (2 per a Sulfurs i 5 per a AmBnXp, amb (m+n):p = 3:2; 7 i 1 corresponen a la posició del mineral dins del grup).

## Característiques
La daomanita és un sulfur de fórmula química CuPtAsS₂. Cristal·litza en el sistema ortoròmbic. La seva duresa a l'escala de Mohs és 3,5. Pot ser de color gris acer amb tints de groc. Presenta quatre exfoliacions bones. La seva lluïssor és metàl·lica.

## Formació i jaciments
Sol trobar-se assosiat amb minerals de platí de tipus piroxè. S'ha descrit a l'Àsia i breument a Europa. També s'ha trobat en vetes de calcopirita-bornita i en piroxenita-hornblenda.